# Podzamcze (Włoszczowa)
Podzamcze – część miasta Włoszczowa. Stanowi teren pierwotnego osadnictwa miasta. Rozciąga się od łąk, na których znajduje się kopiec św. Jana i obejmuje według historycznej tradycji całą ulicę Podzamcze do skrzyżowania z ulicą Partyzantów oraz ulicę Wiejską. Do początków XX w. samodzielna wieś.

## Zabytki
- ślady wczesnośredniowiecznego grodziska (kopiec św. Jana Nepomucena) wraz ze śladami fosy,
- podpiwniczenia, system fos obronnych po XVI-wiecznej rezydencji rodu Szafrańców z Pieskowej Skały. Zamek został zniszczony prawdopodobnie w 1794 roku przez Rosjan po bitwie pod Szczekocinami.